# ضد هنر

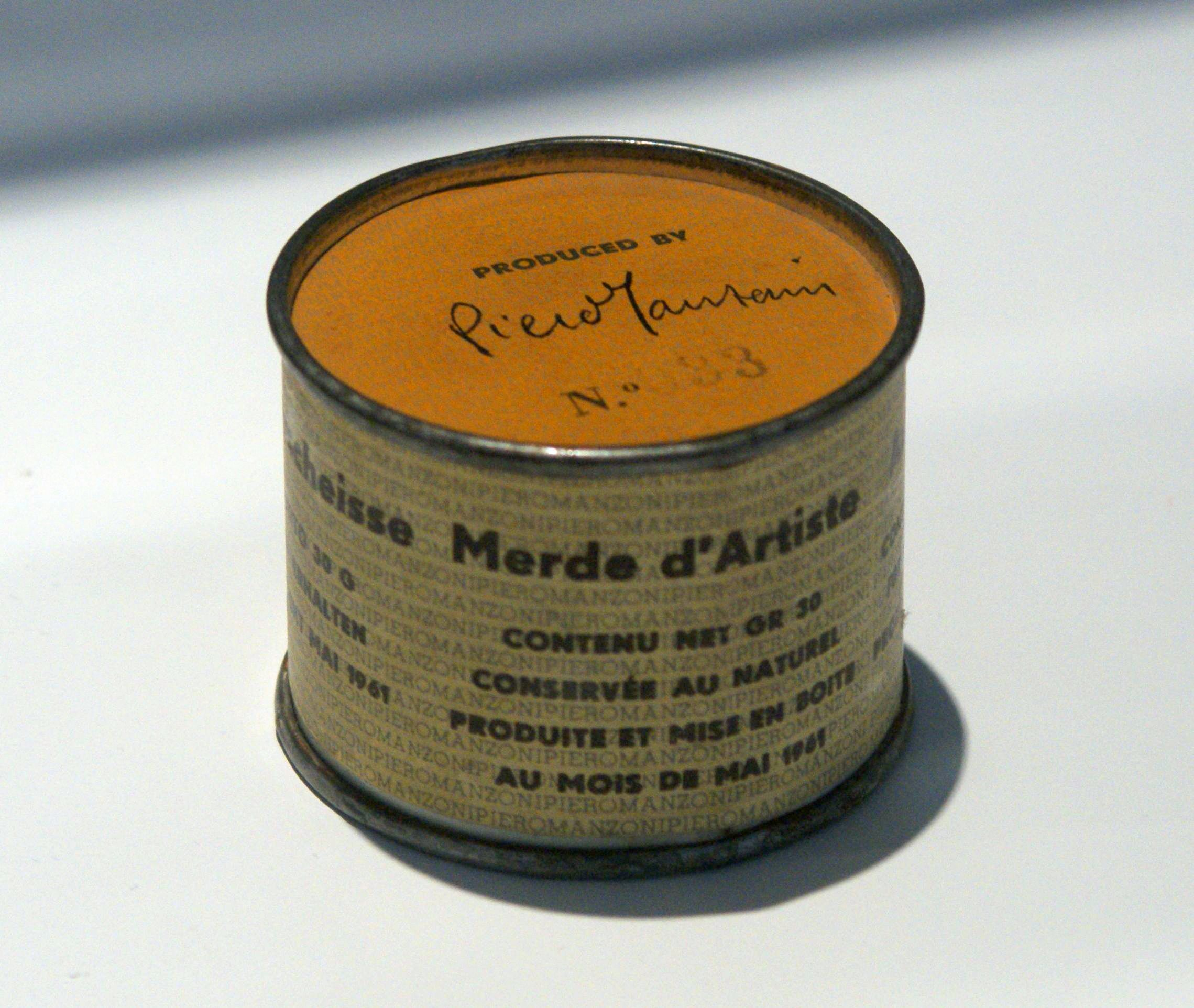
گه هنرمند (ایتالیایی: Merda d'artista) یک اثر هنری در سال ۱۹۶۱ میلادی به‌دست هنرمند ایتالیایی پیرو مانزونی است که از ۹۰ قوطی حلبی تشکیل شده است که براساس گزارش‌ها هر کدام با ۳۰ گرم مدفوع پر شده است. یکی از دوستان او، انریکو باج، گفت که این قوطی‌ها «کنشی برای تمسخر سرسختانه دنیای هنر، هنرمندان و نقد هنری» بوده است.

ضد هنر (انگلیسی: Anti-art) اصطلاح کم‌کاربردی است که برای مجموعه‌ای از مفاهیم و نگرش‌هایی به کار می‌رود که تعاریف پیشین از هنر را رد می‌کنند و هنر را به‌طور کلی زیرِ پرسش می‌برند. تا حدودی متناقض، ضد هنر تمایل دارد این پرسش و رد آن را از دید هنری انجام دهد. این اصطلاح با جنبش دادا وابسته است و به‌طور کلی منسوب به مارسل دوشان پیش از جنگ جهانی اول در حدود سال ۱۹۱۴، زمانی که او آغاز به بهره بردن از اشیای بازیافت‌شده به عنوان هنر کرد، پذیرفته شده است. از آن برای توصیف اشکال انقلابی هنر به‌کار می‌رود. این اصطلاح بعدها به‌دست هنرمندان مفهومی دهه ۱۹۶۰ برای توصیف آثار کسانی که ادعا می‌کردند به‌طور کلی از هنر، از ساخت آثار قابل فروش کناره‌گیری کرده‌اند، به‌کار برده شد.
بیان ضد هنر ممکن است شکل سنتی داشته باشد یا نباشد یا معیارهای تعریف شدن به عنوان یک اثر هنری را سازگار با استانداردهای مرسوم داشته باشد. آثار ضد هنر ممکن است بیانگر رد صریح داشتن معیارهای تعریف‌شده مرسوم به عنوان ابزاری برای تعریف هنر چیست و چه چیزی نیست باشد. آثار ضد هنر ممکن است استانداردهای هنری مرسوم را به‌طور کلی رد کنند، یا انتقاد را تنها بر جنبه‌های ویژه‌ای از هنر، مانند بازار هنر و هنر عالی متمرکز کنند. برخی از آثار ضد هنر ممکن است فردگرایی در هنر را رد کنند، در حالی که برخی ممکن است «جهان‌شمولی» را به عنوان یک عامل پذیرفته‌شده در هنر رد کنند. افزون بر این، برخی از اشکال ضد هنر، هنر را به‌طور کامل رد می‌کنند، یا این ایده را که هنر قلمرو یا تخصص جداگانه‌ای است رد می‌کند. آثار ضد هنری نیز ممکن است بر اساس در نظر گرفتن هنر به عنوان سرکوبگر بخشی از مردم، هنر را رد کنند.
آثار هنریِ ضدهنر ممکن است با این گمانه که عموماً گمان می‌رود جدایی بین هنر و زندگی وجود دارد، اختلاف دیدگاه داشته باشند. آثار هنری ضد هنر ممکن است این پرسش را مطرح کنند که آیا «هنر» واقعاً وجود دارد یا خیر. «ضد هنر» به عنوان یک «نئولوژیزم متناقض» نامیده می‌شود، زیرا مخالفت آشکار آن با هنر در سازگاری با اصول قرن بیستم یا «هنر مدرن»، به‌ویژه جنبش‌های هنری که دارای خود هستند، دیده شده است. - آگاهانه به دنبال سرپیچی از سنت‌ها یا نهادها بود. با این حال، ضد هنر خود یک جنبش هنری متمایز نیست. این معمولاً با زمانی که طول می‌کشد نشان داده می‌شود - طولانی‌تر از زمانی که معمولاً به‌دست جنبش‌های هنری در بر می‌گیرد. با این حال، به برخی از جنبش‌های هنری برچسب «ضد هنر» زده می‌شود. جنبش دادا را نخستین جنبش ضد هنر می‌دانند. گفته می‌شود که خود اصطلاح ضد هنر به‌دست دادائیست مارسل دوشان در سال ۱۹۱۴ پدید آمد، و حاضر-آماده‌های مارسل دوشان او، به عنوان نمونه‌های نخستین اشیای ضد هنر بیان شده است. تئودور دبلیو. آدورنو در نظریه زیبایی‌شناسی (۱۹۷۰) بیان کرد که «... حتی الغای هنر نیز به هنر ارج می‌گذارد زیرا ادعای حقیقت هنر را جدی می‌گیرد».
ضد هنر به‌طور کلی در دنیای هنر به عنوان هنر پذیرفته شده است، اگرچه برخی، هنوز حاضر-آماده‌های مارسل دوشان را به عنوان هنر رد می‌کنند، برای نمونه گروه هنرمندان استاکیست که «ضد ضد هنر» هستند.